# Иван Николов (Никодин)
Иван Мирчев Николов е български революционер, деец на Вътрешната македоно-одринска революционна организация.

## Биография
Иван Николов е роден през 1883 година в прилепското село Никодин, тогава в Османската империя. Присъединява се към ВМОРО, заклет от Методи Патчев през 1901 година. Назначен е за районен началник и селски войвода на организацията и участва в множество сражения с турски аскери и сръбски чети. Убит е от сръбските власти в сръбското училище в Прилеп на 6 декември 1913 година. Двама от братята му са убити също от сръбските власти, а третият умира от болест, след като излежава тежка присъда в сръбски затвор.

На 7 март 1943 година съпругата на Иван Николов, Илинка, като жител на Прилеп, подава молба за народна пенсия, която е одобрена от Министерския съвет на Царство България. Тя пише: 
| „ | Нашата къща начело с покойния ми мъж Иван е била къща, от която е изгрявало слънцето на българщината и неговите лъчи са топлили сърцата и пълнили с надежда душите на тогава поробените ни братя българи. | “ |